# Rawitsch-Nunatak
Rawitsch-Nunatak ist ein Nunatak an der Leopold-und-Astrid-Küste des ostantarktischen Prinzessin-Elisabeth-Land. Er ragt an der Basis des West-Schelfeises auf.
Australische Wissenschaftler benannten ihn nach dem russischen Geophysiker Michail Grigorjewitsch Rawitsch (1912–1978), der sich insbesondere mit der tektonischen Geschichte Antarktikas befasste.